# Zeng Cheng
Zeng Cheng (kinesiska: 曾诚) (född 8 januari 1987 i  Wuhan, Hubei) är en kinesisk professionell fotbollsspelare. Sedan 2013 spelar han för den kinesiska klubben Guangzhou Evergrande FC i Chinese Super League.

## Klubbkarriär
Zeng Cheng påbörjade sin professionella fotbollskarriär i den kinesiska klubben Wuhan Guanggu i början av säsongen 2004. Efterföljande säsong lånades han ut i början av säsongen till det indonesiska fotbollslaget Persebaya Surabaya för att han skulle få mer speltid. När han återvände till Wuhan Guanggu gjorde han sin ligadebut för laget i slutet av säsongen, den 5 november 2005 i en 1–1-match mot Shanghai Shenhua. Han var flera säsonger reserv för förstemålvakten Deng Xiaofei ända fram till säsongen 2008 då klubben degraderades från högstaligan. 
I början av efterföljande säsong (2009) värvades han till en annan klubb i The Chinese Super League, Henan Construction där han blev förstemålvakt framför den tidigare målvakten Zhou Yajun. Värvningen av Zeng Cheng slutade i succé, klubben uppnådde sin högsta tabellplacering någonsin i ligan då man slutade på en tredje plats och kvalificerade sig för AFC Champions League för första gången i klubbens historia.
Den 1 januari 2013 skrev han kontrakt med dåvarande mästarna i Chinese Super League, Guangzhou Evergrande FC. Den 8 mars i den första ligamatchen för säsongen 2013 som spelades mot Shanghai Shenxin så debuterade Cheng för laget i tävlingssammanhang, matchen vanns av Evergrande med 5–1.

## Landslagskarriär
Tack vare sina imponerande resultat i början av säsongen 2009 i sin klubb kallades han in till Kinas landslag av förbundskaptenen Gao Hongbo under Hongbos första trupputtagning. Zeng Cheng gjorde sin internationella debut mot Iran i en vänskapsmatch den 1 juni 2009 där Kina vann med 1–0. Efter den matchen blev han lagets reservmålvakt efter den ordinarie målvakten Yang Zhi, han var med i truppen som vann Östasiatiska mästerskapet 2010, därefter blev han även uttagen till truppen till Asiatiska mästerskapet 2011 som blev utslagna i gruppspelet.

## Meriter
Med Kinas landslag
- Vinnare av Östasiatiska mästerskapet i fotboll: 2010